# 白帶魢
白帶魢（學名：Girella albostriata），又稱艾氏魢、白帶瓜子鱲，為輻鰭魚綱日鱸目魢科魢屬的其中一個種，傳統上歸類於鱸形目鿳科。
本魚分布於東南太平洋的德斯温特德群岛及胡安·费尔南德斯群岛海域，棲息在表層水域，屬草食性，以藻類為食，生活習性不明。